# Potencjał strategiczny
Potencjał strategiczny to w organizacji odpowiednio dobrane zasoby, umiejętności i zdolności organizacji. To podstawa kreowania przewagi konkurencyjnej. Wyróżnia się analizę potencjału zasobów i konkurentów.
Analiza zasobów najczęściej jest wykonywana dwoma sposobami:
1. szczegółowe badanie zasobów i wskazywanie tych, które pozwalają organizacji konkurować,
2. tworzenie wartości dodanej i utrzymywanie przewagi konkurencyjnej.

Analizę konkurentów przeprowadza się analogicznie. Skutkiem tych działań jest zderzenie profilu zdolności konkurencyjnej danej organizacji ze zdolnościami konkurentów.
Metody badania potencjału strategicznego to m.in.:
- analiza cyklu życia,
- punktowa ocena czynników wewnętrznych,
- bilans strategiczny przedsiębiorstwa,
- metoda łańcucha wartości M. E. Portera,
- kompleksowa kwalifikacja działalności firmy,
- analiza kluczowych czynników sukcesu.